# Фиат 500 (2007)
„Фиат 500“ (Fiat 500) е модел миниавтомобили (сегмент A) на италианската компания „Фиат“, произвеждан от 2007 година в Полша, а след това и в Мексико.
Моделът заменя по-ранния „Фиат Сейченто“, като основно съображение при разработката му е да се противопостави на конкуренцията в силния за „Фиат“ сегмент на миниавтомобилите на новата марка „Смарт“. Предлага се като хечбек с три врати и четири места, като разположеното зад шофьора е с по-малки размери, а по-късно и като кабриолет.
Моделът печели европейската класация „Автомобил на годината“ за 2008 година.